# Vehs
Vehs ist ein Ortsteil der Gemeinde Badbergen im Norden des niedersächsischen Landkreises Osnabrück. Bis zum 30. Juni 1972 war Vehs eine selbstständige Gemeinde.

## Lage

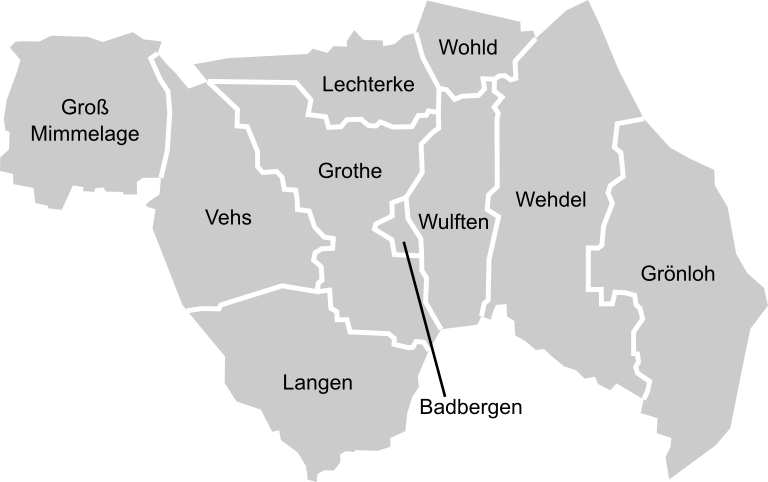
Ortsteile Badbergen

Der Ort liegt westlich des Kernortes Badbergen an der Kreisstraße K 130. Westlich des Ortes fließt der Flötebach und östlich der Vehser Bach.

## Baudenkmale
In der Liste der Baudenkmale in Vehs sind elf Höfe, drei Einzeldenkmale, ein ehemaliger Hof und sieben ehemalige Einzeldenkmale aufgeführt. 

## Persönlichkeiten

### Söhne und Töchter
- Wilhelm Helling (1881–1925), Politiker (SPD)